# Noia del desastre
La Noia del desastre (en anglès Disaster Girl) és un nom donat a una fotografia d'una jove mirant la càmera amb una casa en flames darrere d'ella.
La nena de la foto, Zoë Roth, tenia quatre anys quan es va fer la foto l'any 2005. El 29 d'abril de 2021 un testimoni no fungible (NFT) basat en la foto es va vendre per 470.000 dòlars en una subhasta.

## Fotografia
La fotografia representa a Zoë Roth, de quatre anys, mirant directament a càmera, i de fons una casa en flames. L'expressió de Roth, descrita pel New York Times és com "un somriure diabòlic" i "una mirada de reconeixement als seus ulls", implicant de broma que ella era la responsable de l'incendi.

## Història

### Concepció
Quan Roth tenia quatre anys, la seva família va anar a veure una casa en flames que havia estat objecte d'una crema controlada a Mebane, Carolina del Nord, Estats Units.
La família Roth vivia a prop d'una estació de bombers a Mebane, Carolina del Nord, i mentre miraven com es cremava una casa per entrenar, el pare de Roth, un fotògraf aficionat, li va fer una foto. El seu pare la va presentar a un concurs de fotografia el 2007 i va guanyar. La foto es va fer famosa el 2008 quan va guanyar un concurs Emotion Capture a la revista JPG. Roth havia donat permís per utilitzar la imatge en material educatiu, però la foto s'havia utilitzat centenars de vegades amb diversos propòsits, sense que la família Roth tingués el control.

### Utilitzada com a meme d'Internet
Disaster Girl es va estendre com a meme d'Internet, i molts van editar la foto per representar a Roth amb vistes a desastres històrics, com ara l'⁣extinció dels dinosaures o l'⁣enfonsament del Titanic. Roth va apreciar la difusió del meme, dient que li encanta "veure com són les persones creatives" i que està "superagraïda per tota l'experiència" de ser objecte d'un meme viral.

### Subhasta del fitxer no fungible
Després de rebre un correu electrònic el febrer de 2021 suggerint que vengués el meme com a testimoni no fungible (NFT) per fins a "sis xifres", Roth va decidir vendre un NFT de la foto. El 17 d'abril de 2021, Roth va vendre l'NFT per 180 Ether, o 486.716 dòlars a un col·leccionista identificat només com a @3FMusic. La família Roth va conservar els drets d'autor sobre l'obra, així com el dret al 10 % dels ingressos quan l'NFT es revengués. Segons Roth, va vendre la fotografia per prendre el control de la seva difusió, després de consultar Kyle Craven / Bad Luck Brian i Laney Griner, la mare del nen representat al meme Success Kid.
Roth va utilitzar els ingressos de la subhasta per pagar els seus préstecs estudiantils després d'obtenir una llicenciatura en estudis de pau i resolució de conflictes a la Universitat de Carolina del Nord Chapel Hill. A partir del 2024, Roth treballa per a S&P Global com a analista de Smart Cities i IoT.

## Recepció
Marie Fazio, de The New York Times, va descriure Disaster Girl com "una part vital del cànon de memes [d'Internet]", considerant que forma part del "saló de la fama" dels memes d'Internet, juntament amb persones com Bad Luck Brian i Success Kid.